# Pholcus bourgini
Pholcus bourgini là một loài nhện trong họ Pholcidae. Loài này được phát hiện ở Guinee.